# Idikarai
Idikarai là một thị xã panchayat của quận Coimbatore thuộc bang Tamil Nadu, Ấn Độ.

## Nhân khẩu
Theo điều tra dân số năm 2001 của Ấn Độ, Idikarai có dân số 6251 người. Phái nam chiếm 50% tổng số dân và phái nữ chiếm 50%. Idikarai có tỷ lệ 80% biết đọc biết viết, cao hơn tỷ lệ trung bình toàn quốc là 59,5%: tỷ lệ cho phái nam là 71%, và tỷ lệ cho phái nữ là 89%. Tại Idikarai, 9% dân số nhỏ hơn 6 tuổi.